# 다코타 패닝
해나 다코타 패닝(Hannah Dakota Fanning, 1994년 2월 23일 ~ )은 미국의 배우다. 2001년 영화 《아이 엠 샘》으로 유명세를 치르며 존재감을 드러냈고, 이후 영화 《맨 온 파이어》, 《우주 전쟁》, 《샬롯의 거미줄》을 통해 아역 배우로서 재능을 알리게 되었다. 또한 《하운드독》, 《벌들의 비밀 생활》에서 성인 배우로 전환을 시작했다. 최근 작품 《트와일라잇》 시리즈와 《런어웨이즈》도 포함한다. 그녀는 데뷔 이래 수많은 상을 수상하였으며, 배우 협회에서 가장 젊은 후보이기도 하다.

## 출생 및 가정사
다코타 패닝은 미국 조지아주 코니어스 출생으로, 조이 패닝과 스티브 패닝의 딸이다. 그녀 어머니 조이는 테니스 선수였고, 아버지 스티브는 야구 마이너리그 출신으로 현재는 로스앤젤레스의 전자관련 판매원이다. 외할아버지는 전 미식축구선수 릭 에링턴이며, 숙모는 전 ESPN 기자인 질 에링턴이다. 다코타 여동생은 엘 패닝이며 그녀 또한 배우다.
패닝 가(家)는 독일인, 프랑스인, 잉글랜드인, 아일랜드 혈통 가문으로, 그녀 가족은 남부 침례교도다. 그녀는 2011년 6월에 노스할리우드에 있는 캠벨홀 고등학교를 졸업하였는데, 재학 당시 치어리더 응원단으로 활동했으며, 홈커밍 퀸으로 선정되기도 했었다. 키는 163cm, 체중은 50kg으로 4살 연하인 동생보다 훨씬 작다.
패닝은 뉴욕대학교에 조기접수하여, 2011년 9월에 입학하였다.

## 연기 생활

### 초기
패닝은 5살에 타이드(Tide)사로부터 연예계 활동을 시작했다. 그녀의 첫 의미있는 사건은 NBC 프라임 시간대의 드라마 《ER》에서 그녀가 좋아하는 역할 중 하나가 남아 있었다는 것이었다. ("전 백혈병에 걸린 차사고 피해자 역할을 했는데, 목보호대와 호흡튜브를 일하는 이틀동안 쓰고있어야 했어요")
패닝은 그후에 《CSI》, 《더 프랙티스》, 《이야기 도시》를 포함하여 저명한 TV 시리즈들의 게스트로 출연했다. 또한 《앨리 맥빌》과 《엘렌 쇼》에서 여자아이 주인공으로 나오기도 했다. 2001년에는 숀 펜과 공연한 영화 《아이 엠 샘》에 캐스팅되었다. 영화는 딸의 양육권으로 다투는 지적장애자의 이야기를 다룬 영화다.
이 작품을 통해 패닝은 배우협회에서 7살의 나이에 지명된 가장 젊은 인물로 성장했다. 그녀는 또한 영화 속의 연기를 인정받아 미국 방송영화비평가협회로부터 신인 배우상을 수상하였다.

### 2002년 ~ 2003년
2002년 스티븐 스필버그 감독의 SF 미니시리즈 《테이큰》에 주연으로 캐스팅되었다. 그때까지 그녀는 각각의 영화 비평가들에게 긍정적인 주목을 받았다. 그중 워싱턴 포스트의 톰 쉐일이 "무게감을 실라 요청받은 고혹적인 어린 여배우인 그녀는 공상적인 분야에 탁월해 보인다"라 작성하기도 했다.
동년에 출연한 영화 《트랩트》에서는 협상하는 유괴범에게 유괴된 피해자로, 《스위트 알리바마》에서 리즈 위더스푼의 어린 시절을, 또한 《헨젤과 그레텔》 등의 3편의 영화를 찍었다.
패닝은 2003년에 상영된 영화 《업타운 걸스》에서 브리트니 머피가 맡은 아마추어 유모 때문에 긴장하는 아이 로레인 레이 슈레인역으로 그리고 《더 캣》에서 샐리역으로 나온 2편의 영화로 더욱 두드러진 특징을 갖게 되었다.
패닝은 이 기간 동안 디즈니 영어 버전 《이웃집 토토로》의 쿠사카베 사츠키 역, 폭스TV의 《패밀리 가이》 시리즈의 여자아이 역과 카툰 네트워크의 《저스티스 리그》 애피소드중 어린 원더우먼 포함해서 4편의 애니메이션 프로젝트의 더빙을 맡았다.

### 2004년 ~ 2005년

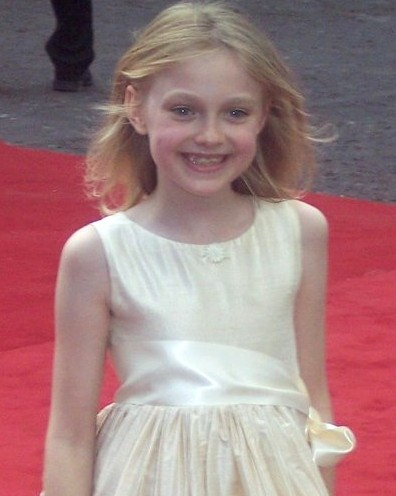
런던 영화 《우주 전쟁》 초연현장의 다코타 패닝, 2005년 6월

2004년에 패닝은 《맨 온 파이어》에서 그녀를 보호하는 보디가드로 고용된 은퇴한 용병(덴젤 워싱턴)의 마음을 끄는 9세의 루피타 역으로 출연했다. 평론가 로저 이버트가 "그녀는 유일한 10세의 프로이며 마음을 끄는 캐릭터를 만들었다."라고 작성하기도 했다. 그녀는 또한 미야자키 하야오의 1988년 애니메이션 영화 《이웃집 토토로》의 사츠키의 목소리를 디즈니 버전으로 재탄생 시켰다.
2004년 개봉한 《숨바꼭질》은 상대역 로버트 드니로와 함께했다. 그 영화는 대부분 사람들에게 호평되었다, 그리고 비평가 척 윌슨이 부르길 "어린 스타 패닝은 스승의 드니로에게 노려봐 당황케하며 매우 위대한 첫 명멸의 전설의 게임으로 도전했다면 동등한 사람들의 매력적인 만남이다."라 했다. 패닝은 다이렉트-투-비디오 영화사의 릴로 & 스티치 2에서 릴로(데이비 체이스 다음) 목소리 역을 맡았다. 그녀는 또한 로드리고 가르시아의 영화 《나인 라이브즈》(2005년 10월 개봉)에서 계속되는 9분 장면을 여배우 글렌 클로즈와 공유하며 한 부분을 맡았다. 글렌 클로즈는 패닝을 "그녀는 분명 조숙한 아이다. 그녀는 때때로 나타나는 축복받은 사람들중 하나이다."라 칭찬하기도 했다. 패닝은 또한 이 시간동안 코렐라인 존스의 목소리를 녹음하는 일을 했다.
패닝은 영화 《드리머》의 (상대역 커트 러셀) 촬영을 2004년 10월 말에 끝냈다. 러셀은 그의 공동주연의 연기 실력에 깜짝 놀랬다고 밝혔다. 그 영화에서 그녀의 아버지로 연기한 러셀이 말하길 "나는 그녀(다코타)가 나와 일한 사람들중 가장 훌륭한 여배우일거라는걸 보장한다."
라 말하기도 했다. 또 그녀의 할아버지 역을 맡은 크리스 크리스토퍼슨은 그녀는 환생한 베티 데이비스와 같다고 말했다.
그녀는 《우주 전쟁》의 세트장으로 직접 가서 톰 크루즈와 함께 주연을 맡았다. 순서가 반대로 개봉됐던(2005년 6월 우주전쟁, 뒤따라 10월 드리머) 영화 둘다 중대한 성공이었다. 《우주 전쟁》의 감독 스티븐 스필버그는 "어떻게 그녀가 빨리 장면의 상황에 이해했는지, 어떻게 그녀가 빨리 판단하고 측정했는지, 그녀가 정말 실제 상황에서 반응한거 같았다."라고 칭찬했다.
《우주 전쟁 》의 촬영을 마친 후, 패닝은 휴식없이 다른 영화 《샬롯의 거미줄》을 촬영을 시작하였고, 호주에서 2005년 5월 촬영을 끝냈다. 제작자 조던 커너가 말하길 "...그녀가 《우주 전쟁》에서 연기할때, 우리는 다른 어린 배우를 찾아야되는 상황에 처해야 했다. 그들은 누구와도 그녀를 비교하지 못했을 것이다"라고 말했다.

### 2006년 ~ 2009년
2006년 12월 15일, 《샬롯의 거미줄》이 개봉하였다. 이 영화는 2006 미국 방송영화비평가협회 주관 크리틱스 초이스 영화상에서 가족 영화상, 2006 샌디에이고 영화 비평가 협회 최고의 가족영화상, 라스베이거스 영화 비평가 협회 최고의 가족 영화상과 주제가 상을 휩쓸며 다코타 패닝은 이 작품으로 대표 아역의 자리를 굳게 지키게 된다
2007년, 패닝에게 엄청난 일이 터지고 말았다. 패닝은 그 해 13세가 되어 틴에이저가 되었는데, 당시 《하운드독》이라는 영화의 주연을 맡아 연기했다. 패닝은 그 영화에서 엘비스 프레슬리를 모창하는 소녀 르웰린 역으로 출연하였는데, 당시
영화에서 총으로 위협하여 메뚜기와 버디의 옷을 버긴 뒤 묶는 장면, 성폭행 당하는 장면 등이 포함되어 있어 큰 논란을 일으켰다. 기독교 단체에서는 상영 반대 집회를 벌이기도 했으며, 총으로 위협하는 장면은 삭제 처리되었다. 이 영화로 패닝은 물론 그녀의 부모, 그이 교사에게까지 비난이 쏟아졌다. 그러나 패닝은 선댄스 영화제에서의 인터뷰에서 "지금 현재 화가 날 상태로 나 있다. 더 이상 자신이 성폭행 피해자로 등장하는 영화에 대한 비판을 받아들이지 않겠다" 선언했다. 하지만 패닝의 해명에도 불구하고 영화는 몇 개의 극장에서만 상영되다가 막을 내렸다.
그 후 패닝은 2008년 《벌들의 비밀 생활》과 《윙드 크리처스》에서 주인공 릴리 오웬스와 앤 헤이건 역으로 각각 출연하며 한층 성숙해진 연기를 선보였다.

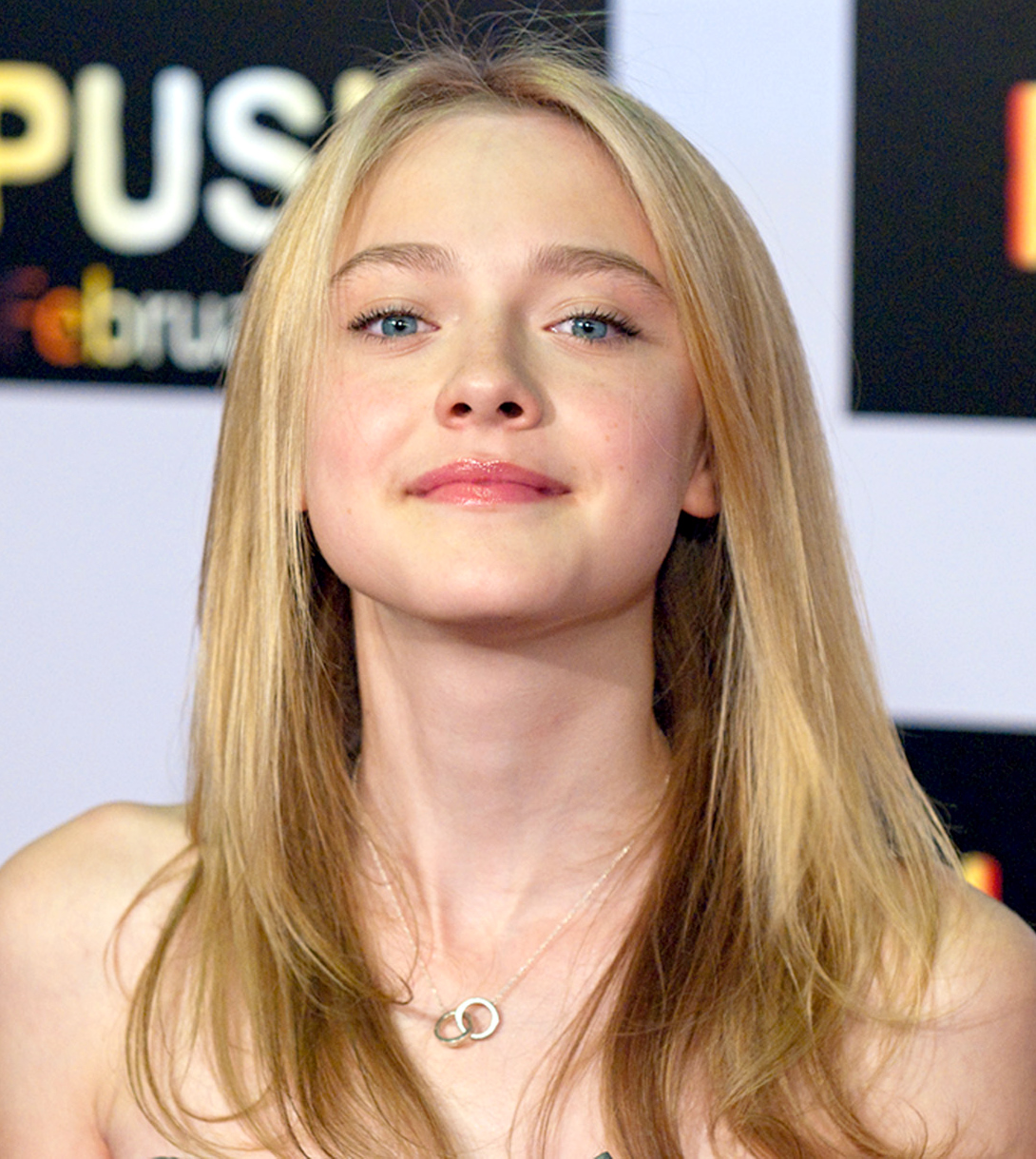
2009년 영화 《푸시》시사회에서 패닝

1년 후인 2009년, 영화 《푸시》에서 미래를 암시하는 13살 소녀 캐시 홈즈 역을 맡아 음주 연기를 펼쳤다. 패닝과 함께 영화에 출연했던 크리스 에반스는 "패닝은 대단한 배우이다. 13세가 하는 연기라고 하기에는 매우 성숙하고, 액션신도 잘 소화해 냈다" 라고 극찬했다.
《푸시》이후 그녀는 《코렐라인: 비밀의 문》에서 코렐라인 존스의 목소리 연기를 하게 된다. 사실 이 애니메이션은 패닝이 10살이던 2004년에 녹음한 것인데, 제작사의 운영 문제로 5년이 지난 후에나 개봉한 것이다. 같은해에 패닝은 《트와일라잇》 시리즈의 2번째 시리즈 《뉴문》의 제인 역으로 출연하기도 했다.

### 2010년 ~ 2012년
2010년, 다코타 패닝은 《런어웨이즈》에서 체리 커리 역을 연기하며 다른 이미지를 보여주었다. 패닝은 극 중 불우한 가졍환경에서 탈출하려는 소녀 역을 맡았는데, 이것은 지금까지 보여주었던 귀여운 모습과는 많이 다른 이미지였다. 영화는 호평을 받았다.
그리고 다코타 패닝은 《뉴문》에 이어 《트와일라잇》 세번째 시리즈인 《이클립스》에 제인 역으로 출연하였다.

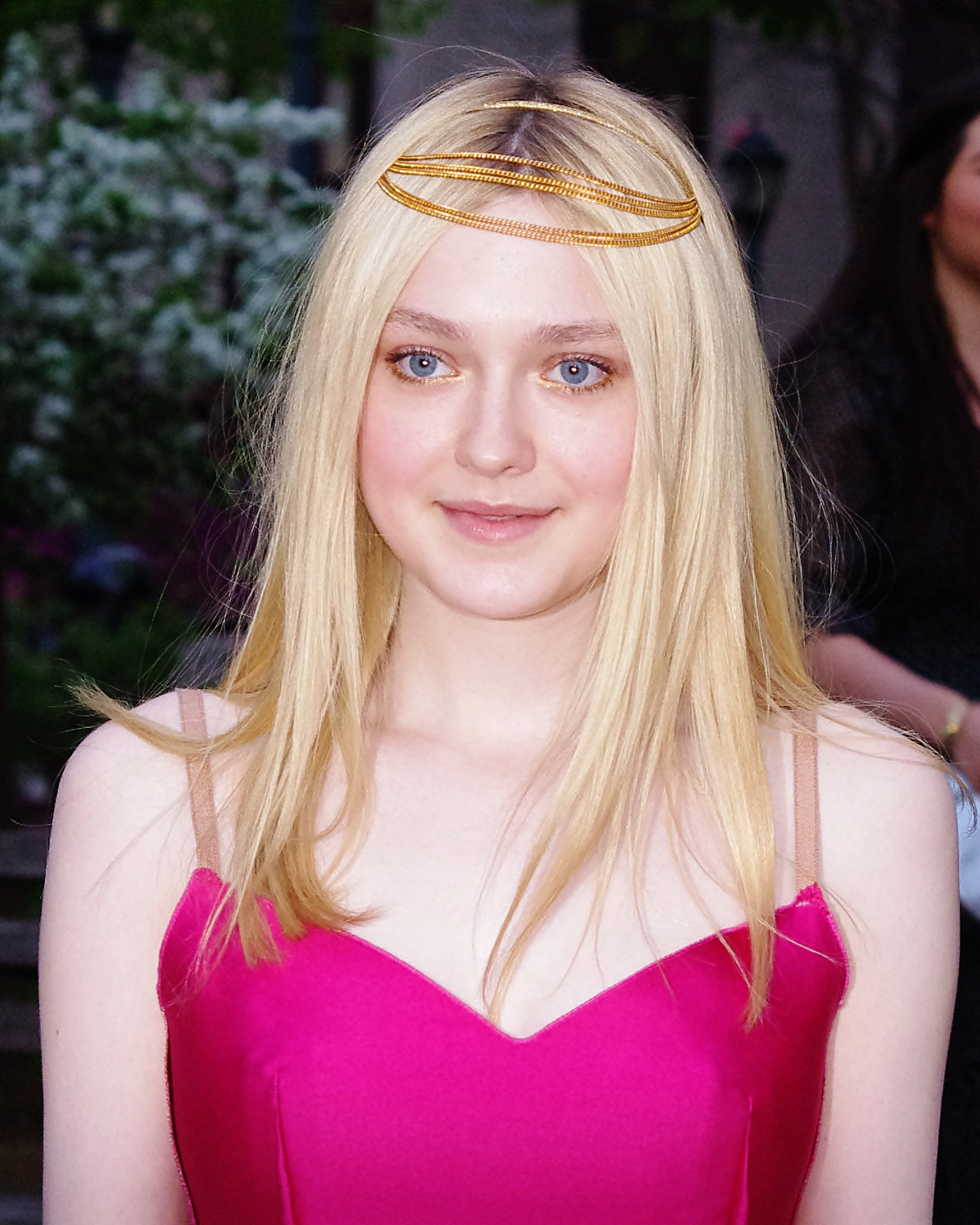
2012년 트라이베카 영화제의 배너티 페어 파티에서의 패닝

2012년, 다코타 패닝은 《나우 이즈 굿》에서 주인공 테사 스콧 역을 맡아 성인 배우로 자리매김했다. 극 중 다코타 패닝은 나쁜 짓은 다하고 다니는 여자 역을 맡았는데, 대중들은 이 영화에서 '다코타 패닝의 새로운 모습을 본 것 같다' 며 호평했다. 또 다코타 패닝은 《트와일라잇》 마지막 시리즈 《브레이킹 던 part 2》에 제인 역으로 출연하였다.

### 2013년 ~ 현재
2013년 1월 5일, 동생 엘 패닝과 함께 국내 패션 브랜드 광고 촬영을 위해 한국에 입국했다. 그녀는 한국에서 2박 3일간 머무르면서 광고 모델 촬영 및 tvN 《백지연의 피플 인사이드》에 출연했다. 2013년에 개봉된《베리 굿 걸》에서 그녀는 첫 성인연기를 선보였다.

## 필모그래피
※ 역할의 굵은 글씨는 주연 작품임.

### 영화
| 영화 | 영화                                                            | 영화                   | 영화                     | 영화                                              |
| 연도 | 제목                                                            | 역할                   | 감독                     | 참고                                              |
| ---- | --------------------------------------------------------------- | ---------------------- | ------------------------ | ------------------------------------------------- |
| 2001 | Father Xmas                                                     | 클레어                 |                          | 단편영화                                          |
| 2001 | 《톰캣》 Tomcats                                                | 공원의 어린소녀        | 그레고리 포이리어        |                                                   |
| 2001 | 《아이 엠 샘》 I Am Sam                                         | 루시 다이아몬드 도슨   | 제시 넬슨                | 엘 패닝이 루시의 어린역할로 나왔다.               |
| 2002 | 《트랩트》 Trapped                                              | 애비 제닝스            | 루이스 만도키            |                                                   |
| 2002 | 《스위트 알라바마》 Sweet Home Alabama                          | 어린 멜라니 스무터     | 앤디 테넌트              |                                                   |
| 2002 | 《헨젤과 그레텔》 Hansel and Gretel                             | 케이티                 | 게리 J. 터니클리프       |                                                   |
| 2003 | 《업타운 걸스》 Uptown Girls                                    | 로레인 레이 슈레인     | 보아즈 야킨              |                                                   |
| 2003 | 《더 캣》 The Cat in the Hat                                    | 샐리 월든              | 보 웰치                  |                                                   |
| 2004 | 《맨 온 파이어》 Man on Fire                                    | 루피타 라모스          | 토니 스콧                |                                                   |
| 2004 | 비현실의 영역에서 In The Realms Of The Unreal                   | 나레이터               | 제시카 유                | 목소리                                            |
| 2004 | 《숨바꼭질》 Hide and Seek                                      | 에밀리 캘러웨이        | 존 폴슨                  |                                                   |
| 2005 | 《이웃집 토토로》 My Neighbor Totoro                            | 쿠사카베 사츠키        | 미야자키 하야오          | 목소리 (2005 디즈니 버전)                         |
| 2005 | 《릴로 & 스티치 2》 Lilo & Stitch 2: Stitch Has a Glitch        | 릴로                   |                          | 목소리                                            |
| 2005 | 《나인 라이브즈》 Nine Lives                                    | 마리아                 | 로드리고 가르시아        |                                                   |
| 2005 | 《우주 전쟁》 War of the Worlds                                 | 레이첼 페리어          | 스티븐 스필버그          |                                                   |
| 2005 | 《드리머》 Dreamer                                              | 케일 크레인            | 존 거틴즈                | 첫 단독주연 영화                                  |
| 2006 | 《샬롯의 거미줄》 Charlotte's Web                               | 펀 에라블              | 게리 위닉                | 엘 패닝이 펀의 어린역할로 나왔다.                 |
| 2007 | 커틀래스 Cutlass                                                | 레이시                 | 케이트 허드슨            | 단편영화                                          |
| 2008 | 《하운드독》 Hounddog                                           | 르웰린                 | 데보라 캠프마이어        | 2006년 촬영, 2007년 1월 선댄스 영화제 선개봉      |
| 2008 | 《벌들의 비밀 생활》 The Secret Life of Bees                    | 릴리 오웬스            | 지나 프린스바이더우드    |                                                   |
| 2008 | 《윙드 크리처스》 Fragments - Winged Creatures                  | 앤 헤이건              | 로완 우즈                |                                                   |
| 2009 | 《코렐라인: 비밀의 문》 Coraline                                | 코렐라인 존스          | 헨리 셀릭                | 목소리                                            |
| 2009 | 《푸시》 Push                                                   | 캐시 홈즈              | 폴 맥기건                |                                                   |
| 2009 | 《뉴문》 The Twilight Saga: New Moon                            | 제인 볼투리            | 크리스 와이츠            |                                                   |
| 2010 | 《런어웨이즈》 The Runaways                                     | 체리 커리              | 플로리아 시지스몬디      | 2010년 1월 선댄스 영화제 선개봉                   |
| 2010 | 《이클립스》 The Twilight Saga: Eclipse                         | 제인 볼투리            | 데이비드 슬레이드        |                                                   |
| 2012 | 셀리아 Celia                                                    | 한나 존스              | 로드리고 가르시아        | 단편영화                                          |
| 2012 | 《브레이킹 던 part 2》 The Twilight Saga: Breaking Dawn Part 2  | 제인 볼투리            | 빌 콘던                  |                                                   |
| 2012 | 《나우 이즈 굿》 Now Is Good                                    | 테사 스콧              | 올 파커                  |                                                   |
| 2013 | 《모텔 라이프》 The Motel Life                                  | 애니 제임스            | 앨런 폴스키, 가베 폴스키 | 2012년 11월 로마 국제영화제 선개봉                |
| 2013 | 《베리 굿 걸》 Very Good Girls                                  | 릴리 버거              | 나오미 포너 질런홀       | 2013년 1월 선댄스 영화제 선개봉                   |
| 2014 | 《나이트 무브》 Night Moves                                     | 디나 브라우어          | 켈리 레이차트            | 2012년 촬영, 2013년 8월 베니스 국제 영화제 선개봉 |
| 2014 | 《더 라스트 오브 로빈 후드》 The Last of Lobin Hood             | 비벌리 애드랜드        | 리처드 글랫저            | 2013년 9월 토론토 국제 영화제 선개봉              |
| 2014 | 《옐로우버드》 Gus - Petit oiseau, grand                        | 델프                   | 크리스티앙 르 비타       | 목소리 (영어 버전)                                |
| 2015 | 《에피 그레이》 Effie Gray                                      | 유피미어 '에피' 그레이 | 리처드 렉스톤            | 2011년 촬영                                       |
| 2015 | 《모든 비밀스러운 것들》 Every Secret Thing                     | 로니 풀러              | 에이미 버그              | 2013년 촬영                                       |
| 2016 | The Escape                                                      | 릴리                   | 닐 블롬캠프              | 2017 BMW i3 단편영화                              |
| 2016 | 《뷰티풀 프래니》 The Benerfactor                               | 올리비아 해리스        | 앤드류 렌지              | 2013년 촬영, 2015년 4월 트라이베카 영화제 선개봉  |
| 2016 | 《비엔나 앤 더 팬텀즈》 Viena and the Fantomes                  | 비엔나                 | 헤라르도 나랑호          | 2014년 촬영                                       |
| 2016 | 《미국의 목가》 American Pastoral                               | 메리 레보브            | 이완 맥그리거            | 2016년 9월 토론토 국제 영화제 선개봉              |
| 2016 | 《브림스톤》 Brimstone                                          | 리즈                   | 마틴 쿨호빈              | 2016년 9월 베니스 국제 영화제 선개봉              |
| 2017 | 자이고트 Zygote                                                 |                        | 닐 블롬캠프              | 단편영화                                          |
| 2017 | 《플리즈 스탠 바이》 Please Stand By                            | 웬디                   | 벤 르윈                  | 2017년 10월 로마 국제영화제 선개봉                |
| 2018 | 《포스트카드 킬링》 The Postcard Killings                       | 데시 라슨              | 야누시 카민스키          |                                                   |
| 2018 | 《벨 자》 The Bell Jar                                          | 에스더 그린우드        | 커스틴 던스트            |                                                   |
| 2018 | 《오션스8》 Ocean's Eight                                       | 페넬로페               | 게리 로스                | 카메오                                            |
| 2019 | 《원스 어폰 어 타임 인 할리우드》 Once Upon a time in Hollywood | 리넷 '스퀴키' 프롬     | 쿠엔틴 타란티노          |                                                   |
| 2020 | 《스위트니스 인 더 벨리》 Sweetness in the Belly                | 릴리 압달              | 제레자네이 버헤인 머하리 |                                                   |
| 2022 | 《더 나이팅게일》 The Nightingale                               | 비안느                 | 멜라니 로랑              | 2020년 촬영                                       |
| 2023 | 《더 이퀄라이저 3》 TheEqualizer 3                              |                        | 안톤 후쿠아              |                                                   |
| 2024 | 《더 워처스》 The Watchers                                      | 미나                   | 이샤나 나이트 샤말란     |                                                   |

### 텔레비전
| 텔레비전 드라마 | 텔레비전 드라마                                   | 텔레비전 드라마        | 텔레비전 드라마                    |
| 연도            | 제목                                              | 역할                   | 에피소드                           |
| --------------- | ------------------------------------------------- | ---------------------- | ---------------------------------- |
| 2000            | ER                                                | 딜리아 체시            | "The Fastest Year"                 |
| 2000            | 앨리 맥빌 Ally McBeal                             | 앨리(5살)              | "Ally McBeal: The Musical, Almost" |
| 2000            | 스트롱 메디신 Strong Medicine                     | 애디의 여자            | "Misconceptions"                   |
| 2000            | CSI: Crime Scene Investigation                    | 브렌다 콜린스          | "Blood Drops"                      |
| 2000            | 더 프랙티스 The Practice                          | 알레사 에인절          | "The Deal"                         |
| 2000            | 이야기 도시 Spin City                             | 신디                   | "Toy Story"                        |
| 2001            | 말콤네 좀 말려줘 Malcolm in the Middle            | 에밀리                 | "New Neighbors"                    |
| 2001            | The Fighting Fitzgeralds                          | 메리                   | "Pilot"                            |
| 2001            | 패밀리 가이 Family Guy                            | 어린 소녀              | "To Love and Die in Dixie"         |
| 2001            | The Ellen Show                                    | 어린 앨렌              | "Missing the Bus"                  |
| 2002            | 테이큰 Taken                                      | 앨리 키즈              |                                    |
| 2004            | 저스티스 리그 언리미티드 Justice League Unlimited | 어린 원더우먼 (목소리) | "Kids' Stuff"                      |
| 2004            | 프렌즈 Friends                                    | 매켄지                 | "The One with Princess Consuela"   |
| 2018            | 에일리어니스트 Alienist                           | 사라 하워드            |                                    |
| 2020            | The Angel of Darkness                             | 사라 하워드            |                                    |
| 2021            | The First Lady                                    | 수잔 엘리자베스 포드   |                                    |
|                 | The Last House Guest                              |                        |                                    |

## 수상 내역
- 2001년 전미 영화 비평가 협회 : 최우수 아역배우상《아이 엠 샘》
- 2002년 라스베이거스 영화 비평가 협회 : 아역상《아이 엠 샘》
- 2002년 새틀라이트상 : 신인 탤런트상《아이 엠 샘》
- 2002년 영 아티스트 어워드 : 장편영화부문 최우수 연기상(10대 여자배우상)《아이 엠 샘》
- 2005년 로카르노 국제 영화제 : 최우수 여자배우상《나인 라이브즈》
- 2005년 MTV 무비 어워드 : 최고의 공포상《숨바꼭질》
- 2005년 N/A 렐리 어워드 : 최우수 주니어 업적상
- 2005년 라스베이거스 영화 비평가 협회 : 아역상《우주전쟁》
- 2005년 전미 영화 비평가 협회 : 최우수 아역배우상《우주전쟁》
- 2005년 새틀라이트상 : 최우수 아역배우상《우주전쟁》
- 2005년 영 아티스트 어워드 : 장편영화부문(코미디/드라마) 아역배우상《드리머》
- 2007년 틴 초이스 어워드 : 초이스 무비 좋아하는 여자배우상《샬롯의 거미줄》
- 2009년 영 아티스트 어워드 : 장편영화부문(코미디/드라마) 아역배우상《벌들의 비밀생활》